# تريسي ويبر
تريسي ويبر (بالإنجليزية: Tracy Weber)‏ هي مغنية أمريكية، ولدت في 14 يوليو 1959، وتوفيت في 1981.

## وصلات خارجية
- تريسي ويبر على موقع ميوزك برينز (الإنجليزية)
- تريسي ويبر على موقع ديسكوغز (الإنجليزية)